# Norlla Amiri
Pour les articles homonymes, voir Amiri.
Norlla Amiri est un footballeur Afghan né le 23 août 1991 à Malmö. Il évolue au poste d'allier droit avec le club suédois de l'Ariana FC.

## Biographie

### En club
Dans sa jeunesse, il est formé au BK Olympic, à l'IF Limhamn Bunkeflo puis au Rörsjöstaden IF. Il commence sa carrière senior en 2009, avec le Lilla Torg FF.
En 2011, il s'engage avec le Lunds BK. Il y marque son premier but le 24 avril 2011, lors d'une victoire 2-0 face au FC Rosengård. Lors de sa deuxième saison, il prend part à tous les matchs de son équipe et le club termine deuxième d'Ettan Södra. Malheureusement, le club échoue aux playoffs de promotion. 
À l'hiver 2013, il rejoint le KSF Prespa Birlik, sous forme de prêt. Le club évolue une division en-dessous du Lunds BK, en quatrième division.
En avril 2015, il rejoint le Trelleborgs FF. Il marque son premier but avec le club à l'occasion d'un doublé lors d'une victoire 7-0 face à Norrby IF, le 16 août 2015. Il finit champion d'Ettan Södra à l'issue de la saison. La saison suivante, le club se maintient en Superettan.En 2017, il est très peu utilisé, et quitte le club en cours de saison. Il est alors prêté en Ettan Södra, du côté du FC Rosengård qui finit bon dernier du championnat.
À l'issue de ce prêt, il retourne au Lunds BK. Il quitte le club en cours de saison.
En juillet 2018, il s'engage avec l'Ariana FC. Le club évolue alors en Div.6 Sydvästra A, la huitième division. Le club termine deuxième et se voit promu en Div.5 Södra, championnat qu'il remporte. En 2020, le club évolue en Div.4 Sydvästra (D6) et termine à la deuxième place, synonyme de montée en Division 3 Södra Götaland (D5). Ariana termine alors premier de son groupe et obtient donc une quatrième promotion en 4 ans.

### En équipe nationale
Il honore sa première sélection en équipe d'Afghanistan le 16 juin 2015, lors des éliminatoires de la Coupe du monde 2018 contre le Cambodge (victoire 1-0). Il marque son premier but international, le 13 octobre 2015, lors d'une défaite 5-2 contre la Syrie durant ces mêmes éliminatoires. Un mois plus tard, il récidive en marquant un nouveau but contre le Cambodge, lors de ce mêmes éliminatoires.
En fin d'année 2015, il participe à la Coupe d'Asie du Sud. Lors de cette compétition, il joue quatre matchs. L'Afghanistan s'incline en finale face à l'Inde, après prolongation.
Le 11 octobre 2016, il inscrit son troisième but en équipe nationale, lors d'une rencontre amicale face à la Malaisie (match nul 1-1).

#### Buts en sélection
| N° | Date             | Lieu                                 | Adversaire | Score | Résultat | Compétition                                                     |
| -- | ---------------- | ------------------------------------ | ---------- | ----- | -------- | --------------------------------------------------------------- |
| 1. | 13 octobre 2015  | Al-Seeb Stadium, Sib, Oman           | Syrie      | 1–3   | 2-5      | Éliminatoires de la Coupe du monde de football 2018 : zone Asie |
| 2. | 12 novembre 2015 | Takhti Stadium, Téhéran, Iran        | Cambodge   | 3–0   | 2-0      | Éliminatoires de la Coupe du monde de football 2018 : zone Asie |
| 3. | 11 octobre 2016  | Stade Shah Alam, Shah Alam, Malaisie | Malaisie   | 1–0   | 1-1      | Amical                                                          |

## Palmarès

### En club
- Ettan Södra (D3)
  - Champion : 2015
  - Vice-champion : 2012
- Div.3 Södra Götaland (D5)
  - Champion : 2021
- Div.4 Sydvästra (D6)
  - Vice-champion : 2020
- Div.5 Södra (D7)
  - Champion : 2019
- Div.6 Sydvästra A (D8)
  - Vice-champion : 2018

### En sélection
- Coupe d'Asie du Sud
  - Finaliste : 2015